# Lîșnivka, Manevîci
Lîșnivka (în ucraineană Лишнівка) este o comună în raionul Manevîci, regiunea Volînia, Ucraina, formată numai din satul de reședință.

## Demografie
Componența lingvistică a satului Lîșnivka
     Ucraineană (99,29%)
     Alte limbi (0,71%)
Conform recensământului din 2001, majoritatea populației satului Lîșnivka era vorbitoare de ucraineană (99,29%), existând în minoritate și vorbitori de alte limbi.